# RBM41
RBM41 (англ. RNA binding motif protein 41) – білок, який кодується однойменним геном, розташованим у людей на довгому плечі X-хромосоми. Довжина поліпептидного ланцюга білка становить 413 амінокислот, а молекулярна маса — 47 100.
| 10         |  | 20         |  | 30         |  | 40         |  | 50         |
| ---------- |  | ---------- |  | ---------- |  | ---------- |  | ---------- |
| MKRVNSCVKS |  | DEHVLEELET |  | EGERQLKSLL |  | QHQLDTSVSI |  | EECMSKKESF |
| APGTMYKPFG |  | KEAAGTMTLS |  | QFQTLHEKDQ |  | ETASLRELGL |  | NETEILIWKS |
| HVSGEKKTKL |  | RATPEAIQNR |  | LQDIEERISE |  | RQRILCLPQR |  | FAKSKQLTRR |
| EMEIEKSLFQ |  | GADRHSFLKA |  | LYYQDEPQKK |  | NKGDPMNNLE |  | SFYQEMIMKK |
| RLEEFQLMRG |  | EPFASHSLVS |  | ATSVGDSGTA |  | ESPSLLQDKG |  | KQAAQGKGPS |
| LHVANVIDFS |  | PEQCWTGPKK |  | LTQPIEFVPE |  | DEIQRNRLSE |  | EEIRKIPMFS |
| SYNPGEPNKV |  | LYLKNLSPRV |  | TERDLVSLFA |  | RFQEKKGPPI |  | QFRMMTGRMR |
| GQAFITFPNK |  | EIAWQALHLV |  | NGYKLHGKIL |  | VIEFGKNKKQ |  | RSNLQATSLI |
| SCATGSTTEI |  | SGS        |  |            |  |            |  |            |

A: Аланін

C: Цистеїн

D: Аспарагінова кислота

E: Глутамінова кислота

F: Фенілаланін

G: Гліцин

H: Гістидин

I: Ізолейцин

K: Лізин

L: Лейцин

M: Метіонін

N: Аспарагін

P: Пролін

Q: Глутамін

R: Аргінін

S: Серин

T: Треонін

V: Валін

W: Триптофан

Кодований геном білок за функцією належить до фосфопротеїнів. 
Задіяний у такому біологічному процесі, як альтернативний сплайсинг. 
Білок має сайт для зв'язування з РНК. 